# Zimbabwe op de Olympische Winterspelen 2014
Zimbabwe was een van de zeven debuterende landen die deelnam aan de Olympische Winterspelen 2014 in Sotsji, Rusland.

## Deelnemers en resultaten
(m) = mannen, (v) = vrouwen 
| Olympiër   | Onderdeel        | Resultaat | Prestatie                                                          |
| ---------- | ---------------- | --------- | ------------------------------------------------------------------ |
| Luke Steyn | reuzenslalom (m) | 57e       | Totaal: 3.06,55 (+21,26) run 1: 1.32,20 (61e) run 2: 1.34,35 (59e) |
| Luke Steyn | slalom (m)       | DNF-1     | 1e run: niet gefinisht                                             |